# Joaquín Núñez
Joaquín Núñez (Málaga, 12 de marzo de 1961) es un actor de cine y teatro español, ganador de un premio Goya como mejor actor revelación, en 2013.

## Biografía
Joaquín Núñez nació en el barrio de La Trinidad (Málaga), en 1961. Empezó en la interpretación a los 18 años, cuando un profesor le propuso participar en un montaje teatral. Después estudió  Arte Dramático y montó la compañía Chirimoya Teatro. Ha trabajado sobre todo en teatro, en 2004 comenzó a dirigir el grupo de teatro infantil Imagine Teatro, especializado en asuntos sociales. Ha interpretado sobre los escenarios a más de un centenar de personajes. Alrededor del mundo teatral, ha ejercido como director, guionista, presentador, profesor de teatro en colegios, comentarista de radio, cantante y cuentacuentos.
Comenzó en el mundo del cine en 2005, con el cortometraje Cinema Parabicho, que obtendría el premio al Mejor Cortometraje de Ficción del Festival de Málaga de Cine Español de 2005 y con el que Joaquín obtuvo el premio como mejor actor en el Certamen de Cortometrajes Corto Doble de Canal Málaga.
El éxito profesional le llegó en 2012, con la película Grupo 7 dirigida por Alberto Rodríguez, donde interpreta a un veterano policía, por la que recibiría el premio Goya al mejor actor revelación en 2013.  En 2013, recibió también el premio Asfaan en la Muestra Archidona Cinema y el Premio Novembre Negre.

## Filmografía

### Cine
- Cinema Parabicho -cortometraje-(2004).
- Kitt Resurrection: el ataque de los tuning -cortometraje- (2006).
- Grupo 7 (2012).
- ¿Quién mató a Bambi? (2013).
- Ex Lege -cortometraje-(2013).
- 321 días en Michigan (2014).
- Ahora o nunca (2015)
- Que baje Dios y lo vea [5] (2018)
- Mi querida cofradía (2018)[6]
- Antes de la quema (2019).
- El Malagueño que quiso ayudar a Patton -cortometraje- (2006).

### Televisión
- Arrayán (2011) en Canal Sur 1.
- Aída (2012) en Telecinco.
- El secreto de Puente Viejo (2012) en Antena 3.
- Cuéntame cómo pasó (2013) en TVE.
- Chiringuito de Pepe (2014 - 2016) en Telecinco.
- Olmos y Robles (2015 - 2016) en TVE.
- Brigada de fenómenos (2016) en Canal Sur 1.
- Brigada Costa del Sol (2019) en Telecinco.
- El Marqués (2024) en Telecinco.

## Premios
Medallas del Círculo de Escritores Cinematográficos
| Año  | Categoría        | Película | Resultado |
| ---- | ---------------- | -------- | --------- |
| 2012 | Actor revelación | Grupo 7  | Ganador   |